# Hertz
Pour les articles homonymes, voir Hertz (homonymie).
« Hz » redirige ici. Pour les autres significations, voir Hz (homonymie).
Le hertz, de symbole Hz, est l'unité de fréquence du Système international (SI). Un hertz est la fréquence d'un événement qui se répète une fois par seconde : 1 Hz = 1 s−1 (ou 1⁄s).

## Définition
Le hertz, de symbole Hz (du nom physicien Heinrich Hertz), est l'unité de mesure de la fréquence. Elle est reliée à la vitesse (v) et à la longueur d'onde (λ) par la relation : 
{\displaystyle f={\frac {v}{\lambda }}}
d'où :
{\displaystyle \lambda ={\frac {v}{f}}} et {\displaystyle v=\lambda \cdot f}
et à la période par : 
{\displaystyle f={\frac {1}{T}}}.
Une analyse dimensionnelle permet d'observer que le hertz correspond à des s-1.
Utilisons la première relation : 
{\displaystyle f={\frac {v}{\lambda }}=\mathrm {{\frac {m}{s\cdot m}}={\frac {1}{s}}=1\;s^{-1}} }.
La fréquence est homogène à l'inverse d'une durée. Un nombre de hertz représente donc un nombre d'oscillations par seconde (ondes) ou plus généralement le nombre de répétitions d'un phénomène périodique pendant une seconde.
Elle est reliée à la vitesse angulaire, {\displaystyle \omega } (rad/s), par
{\displaystyle f=\mathrm {\frac {\omega }{2\cdot \pi }} }
On retrouve cette unité notamment dans le son (la fréquence caractérise la hauteur d'un son qui paraît d'autant plus haut, aigu, que sa fréquence est élevée) et la radio (transmission et réception d'une onde électromagnétique que l'on module en amplitude (AM), programme actuel TS (2012), ou en fréquence (FM). Il est admis que l'oreille humaine perçoit des sons de fréquences allant de 20 Hz à 20 kHz (20 000 Hz).

## Historique
Son nom provient du physicien allemand Heinrich Hertz qui a apporté d’importantes contributions scientifiques au domaine de l’électromagnétisme. À titre d’exemple, la lumière rouge a une fréquence d’environ 4,6 × 1014 Hz.
Cette désignation remplace l'ancien « cycle par seconde » (cps ou c/s) et ses dérivés (Mc/s, mégacycle par seconde), par ailleurs parfois abrégés en « cycle » (ou « mégacycle »).

## Applications
Le courant électrique domestique (secteur) est un courant alternatif : la polarité (+ ou -) des bornes est inversée plusieurs fois par seconde. Le standard européen, fixé à 50 Hz signifie 100 changements de polarité par seconde (chaque borne est positive 50 fois et négative 50 fois chaque seconde) tandis que le standard américain, pour sa part fixé à 60 Hz, accusera un changement de polarité 120 fois par seconde.
La hauteur d'un son se mesure (entre autres choses) par le nombre de vibrations par seconde. Le la de référence en musique (la3 en notation latine) s'obtient par le diapason qui oscille à 440 Hz par convention. Ce choix de standardisation est historique et a été adopté par l'Organisation internationale de normalisation en 1955. En effet, le la 440 n'est pas forcément utilisé par tous les musiciens et tous les styles de musique. Le domaine de perception des sons de l'oreille humaine se situe dans une plage de fréquence entre 20 Hz et 20 000 Hz.
La radio FM utilise la modulation de fréquence des ondes radios sur une bande allant de 87,5 MHz à 108 MHz.
Les premiers ordinateurs du début des années 1950 avaient une fréquence d’horloge de processeur de quelques centaines de kHz. Les ordinateurs personnels du début des années 1980 avaient une fréquence d’horloge de processeur comprise entre 1 et 8 MHz ; aujourd'hui, un processeur qui a un cycle de base de 0,83 ns a donc une fréquence de : 1⁄(0,83 × 10–9 s) = 1,2 × 109 Hz = 1,2 GHz.

## Multiples
Les tableaux ci-dessous présentent les noms et symboles des multiples et sous-multiples du hertz selon le Système international d'unités.
| Coefficient | Nom         | Symbole |
| ----------- | ----------- | ------- |
| 10          | décahertz   | daHz    |
| 102         | hectohertz  | hHz     |
| 103         | kilohertz   | kHz     |
| 106         | mégahertz   | MHz     |
| 109         | gigahertz   | GHz     |
| 1012        | térahertz   | THz     |
| 1015        | pétahertz   | PHz     |
| 1018        | exahertz    | EHz     |
| 1021        | zettahertz  | ZHz     |
| 1024        | yottahertz  | YHz     |
| 1027        | ronnahertz  | RHz     |
| 1030        | quettahertz | QHz     |

| Coefficient | Nom         | Symbole |
| ----------- | ----------- | ------- |
| 10−1        | décihertz   | dHz     |
| 10−2        | centihertz  | cHz     |
| 10−3        | millihertz  | mHz     |
| 10−6        | microhertz  | µHz     |
| 10−9        | nanohertz   | nHz     |
| 10−12       | picohertz   | pHz     |
| 10−15       | femtohertz  | fHz     |
| 10−18       | attohertz   | aHz     |
| 10−21       | zeptohertz  | zHz     |
| 10−24       | yoctohertz  | yHz     |
| 10−27       | rontohertz  | rHz     |
| 10−30       | quectohertz | qHz     |